# Oak Ridge (Tennessee)
Pour les articles homonymes, voir Oak Ridge et Secret City.
Oak Ridge est une ville américaine située à cheval sur les comtés d'Anderson et de Roane, à 41 kilomètres à l'ouest de Knoxville et à 30 kilomètres au sud-ouest de la  petite ville de Clinton dans le Tennessee, État du Sud des États-Unis. Lors du recensement de 2010, la ville compte 29 330 habitants.

## Histoire
Oak Ridge est créée en 1942 dans le cadre du projet Manhattan en prenant la place de plusieurs communautés agricoles. Son existence est gardée secrète jusqu’à la fin de la Seconde Guerre mondiale. Le laboratoire national d'Oak Ridge, spécialisé dans les recherches nucléaires, y est toujours actif aujourd'hui.

## Géographie
La partie de la ville située dans le comté d'Anderson est incluse dans la zone métropolitaine de Knoxville, tandis que la partie située dans le comté de Roane est incluse dans la zone micropolitaine de Harriman ; ces deux domaines sont des composantes de l'aire urbaine Knoxville-Sevierville-La Follette. Les surnoms d'Oak Ridge comprennent « the Atomic City », « the Secret City », « the Ridge,  et « the City Behind the Fence ».

## Tourisme et activités
Les laboratoires d'études sur le nucléaire sont toujours en activité, et sont la principale source d'emplois de la ville.
Oak Ridge dispose aussi d'un laboratoire de recherche du NOAA, travaillant notamment sur l'étude des flux thermiques au sein des forêts américaines. 
La ville est aussi connue pour son musée des sciences, qui mêle histoire de la ville et histoire des sciences. 

## Routes
Les axes de communication principaux sont des routes, dont les plus importantes sont l'Illinois Avenue (scindée en deux parties sud et nord) et la Turnpike. 

## Religion
Intégrée au sein de la « Bible Belt », la ville compte un grand nombre d'églises protestantes (Église méthodiste et Église baptiste), ainsi qu'une église catholique.